# Iselica obtusa
Iselica obtusa är en snäckart som först beskrevs av Carpenter 1864.  Iselica obtusa ingår i släktet Iselica och familjen Amathinidae. Inga underarter finns listade i Catalogue of Life.